# Émetteur de la Croix de Chamrousse
L'émetteur de la Croix de Chamrousse est un site de diffusion situé dans la chaîne de Belledonne en Isère, sur la montagne éponyme desservant principalement l'agglomération grenobloise. Il se trouve près de la gare d'arrivée des télésièges de la Croix. Il contient des émetteurs de télévision numérique et de radio FM (radio publique) ainsi que des relais de téléphonie mobile et pour d'autres transmissions. Il est constitué de trois pylônes appartenant à l'opérateur Télédiffusion de France (TDF). Celui permettant la diffusion de la télévision et de la radio mesure 40 mètres de haut. Les autres sont hauts d'environ 25 mètres.

## Télévision

### Télévision analogique
Le 22 septembre 2010, Canal+ cesse d'émettre en analogique en Rhône-Alpes. Les 3 autres chaînes s'arrêteront d'émettre dans les Alpes le 20 septembre 2011, soit presque 1 an plus tard.
| Chaîne                                        | Canal | Puissance (PAR) |
| --------------------------------------------- | ----- | --------------- |
| TF1                                           | 56H   | 25 kW           |
| France 2                                      | 50H   | 25 kW           |
| France 3 Alpes                                | 53H   | 25 kW           |
| Canal+                                        | 6H    | 0,62 kW         |
| France 5 (de 3 h à 19 h) Arte (de 19 h à 3 h) |       |                 |
| M6                                            |       |                 |
| TéléGrenoble                                  |       |                 |

### Télévision numérique[2]
| Multiplex | LCN               | Chaînes                                                      | Canal       | Puissance (PAR) | Diffuseur |
| --------- | ----------------- | ------------------------------------------------------------ | ----------- | --------------- | --------- |
| R1        | 2 3 4 16 38       | France 2 France 3 Alpes France 4 France Info TéléGrenoble    | 37H         | 5 kW            | TDF       |
| R2        | 12 13 14 17 18 19 | Gulli BFM TV CNews CStar T18 Novo 19                         | 21H         | 5 kW            | TDF       |
| R4        | 5 6 7 9 22 26     | France 5 M6 Arte W9 6ter Paris Première                      | 25H         | 5 kW            | TDF       |
| R6        | 1 8 10 11 15      | TF1 LCP TMC TFX LCI                                          | 22H         | 5 kW            | TDF       |
| R7        | 20 21 23 24 25    | TF1 Séries Films L'Équipe RMC Story RMC Découverte Chérie 25 | 28H         | 5 kW            | TDF       |
| R9        | 52 53             | France 2 UHD Test UHD                                        | Pas d'infos | Pas d'infos     | TDF       |

## Radio[4]
| Fréquence | Station        | Puissance (PAR) | Code RDS (PS) |
| --------- | -------------- | --------------- | ------------- |
| 88.2      | France Culture | 1 kW            | _CULTURE      |
| 91.8      | France Musique | 1 kW            | MUSIQUE_      |
| 99.4      | France Inter   | 1 kW            | __INTER_      |
| 102.8     | Ici Isère      | 1 kW            | ICIISERE      |

## Téléphonie mobileet autres transmissions[5]
| Opérateur        | 2G  | 3G  | 4G  | FH  |
| ---------------- | --- | --- | --- | --- |
| SFR              | Oui | Non | Non | Oui |
| Bouygues Telecom | Oui | Oui | Oui | Oui |
| Free             | Non | Oui | Oui | Oui |

- EDF : faisceau hertzien
- IFW (opérateur de WiMAX) : BLR de 3 GHz
- TDF : faisceau hertzien
- Orange : faisceau hertzien
- PMR

## Photos du site
- Photos sur le site tvignaud. (photos datant de septembre 2000, consulté le 18 avril 2017).